# Bamboo (Jamaica)
Bamboo is een dorp in Saint Ann Parish in Jamaica. In 2011 woonden er 4.262 inwoners.
Het dorp ligt langs het oude tracé van de A1, de huidige B11, van Kingston naar de noordkust van het eiland.
In de heuvels bij Bamboo bevindt zich een jeugdinrichting, het Hill Top Juvenile Correctional Centre.